# Miss Mundo 1960
Miss Mundo 1960 fue la 10.ª edición anual de Miss Mundo, cuya final se celebró en el Lyceum Theatre de Londres, el 8 de noviembre de 1960, transmitido por la BBC, lo que marcó el debut de 11 naciones existentes en ese entonces para esta competencia, por lo que 39 candidatas compitieron por la corona, cuya ganadora fue Norma Cappagli de Argentina. Fue coronada por Miss Mundo 1959, Corine Rottschäfer de Holanda.

## Resultados
| Resultado final         | Candidata |
| ----------------------- | --- |
| Miss Mundo 1960         | - Argentina – Norma Cappagli |
| 1.ª Finalista           | - Israel – Gila Golan |
| 2.ª Finalista           | - Sudáfrica – Denise Muir |
| 3.ª Finalista           | - Alemania – Ingrun Helgard Möckel |
| 4.ª Finalista           | - Estados Unidos – Judith Ann Achter |
| Finalistas (Top 10)     | - Brasil – Maria Edilene Torreão - Irlanda – Irene Ruth Kane - Italia – Layla Rigazzi - Corea – Lee Young-hee - Reino Unido – Hilda Fairclough                                                                           |
| Semifinalistas (Top 18) | - Canadá – Danica d'Hondt - Chipre Mary Mavropoulos - Dinamarca – Lise Bodin - India – Iona Pinto - Kenia – Jasmine Batty - Noruega – Grethe Solhoy - Rodesia del Sur – Jenny Lee Scott - Suecia – Barbro Gunilla Olsson |

## Candidatas
39 delegadas concursaron en el certamen:
| País            | Delegada                      |
| --------------- | ----------------------------- |
| Alemania        | Ingrun Helgard Möckel         |
| Argentina       | Norma Cappagli                |
| Australia       | Margaret Pasquil Nott         |
| Bélgica         | Huberte Box                   |
| Birmania        | Ma Sen Aye                    |
| Bolivia         | Dalia Monasterios Thornee     |
| Brasil          | Maria Edilene Torreão         |
| Canadá          | Danica d'Hondt                |
| Chipre          | Mary Mavropoulos              |
| Corea           | Lee Young-hee                 |
| Dinamarca       | Lise Bodin                    |
| Ecuador         | María Rosa Rodríguez Váscones |
| España          | Concepción Molinera Palacios  |
| Estados Unidos  | Judith Ann Achter             |
| Finlandia       | Margaretha Schauman           |
| Francia         | Diane Medina                  |
| Grecia          | Kalliopi Geralexi             |
| Holanda         | Carina Verbeck                |
| India           | Iona Pinto                    |
| Irlanda         | Irene Ruth Kane               |
| Islandia        | Kristin Thorvaldsdóttir       |
| Israel          | Gila Golan                    |
| Italia          | Layla Rigazzi                 |
| Japón           | Eiko Murai                    |
| Jordania        | Eriny Emile Sebella           |
| Kenia           | Jasmine Batty                 |
| Líbano          | Giséle Nicolas Naser          |
| Luxemburgo      | Liliane Mueller               |
| Madagascar      | Rajaobelina Bedovoahangy      |
| Nicaragua       | Carmen Isabel Recalde         |
| Noruega         | Grethe Solhoy                 |
| Perú            | Maricruz Gómez Díaz           |
| Reino Unido     | Hilda Fairclough              |
| Rodesia del Sur | Jenny Lee Scott               |
| Sudáfrica       | Denise Muir                   |
| Suecia          | Gunilla Olsson                |
| Tahití          | Teura Bouwens                 |
| Tanganica       | Carmen Lesley Woodcock        |
| Turquía         | Nebahat Çehre                 |
| Uruguay         | Beatriz Benítez               |

### Remplazos
- Ecuador - Alicia Stokhelmeir Matos fue remplazada por María Rosa Rodríguez.
- Estados Unidos - Annette Driggers fue remplazada por Judith Ann Achter, ya que Driggers fue descalificada al ser menor de edad al momento del concurso, finalmente ella falleció en 1980 a los 34 años.
- Francia - Yolanda Biecosai fue remplazada por Diane Medina.
- Uruguay - Iris Teresa Ubal Cabrera fue remplazada por Beatriz Benítez.

### No concretaron su participación
- Austria - Luise Kammermair
- Chile - Marinka Polhammer Espinosa
- Hong Kong - Lena Woo
- Jamaica - Judith Willoughby
- Nueva Zelanda - Lorena Nawa Jones
- Suiza - Elaine Maurath
- Venezuela - Miriam Maritza Estévez Acevedo

## Sobre los países en Miss Mundo 1960

### Debut
| - Bolivia - Birmania - Chipre - Ecuador - España - Kenia | - Líbano - Madagascar - Nicaragua - Tahití - Tanganica |

### Retiros
| - Austria - Ghana - Gibraltar - Hawái (Al convertirse en el Estado N° 50 de los Estados Unidos). - Honduras - Hong Kong | - Jamaica - Nueva Zelanda - Paraguay - Perú - Portugal - Suiza |

### Regresos
- Australia que compitió por última vez en Miss Mundo 1957
- Turquía que compitió por última vez en Miss Mundo 1958

### Crossovers
Miss Universo
- 1960:  Alemania - Ingrun Helgard Möckel (Semifinalista)
- 1960:  Bélgica - Huberte Box
- 1960:  Holanda - Carina Verbeck
- 1965:  Turquía - Nebahat Çehre

Miss Internacional
- 1960:  India - Iona Pinto (Primera finalista)
- 1960:  Luxemburgo - Liliane Mueller

Miss Europa
- 1960:  Alemania - Ingrun Helgard Möckel (Ganadora)
- 1961:  Grecia - Kalliopi Geralexi